# Bachok
Bachok es un distrito (en malayo, jajahan) del estado de Kelantan, Malasia. Según el censo de 2010, tiene una población de 133 152 habitantes.